# 長泉町民図書館
長泉町民図書館（ながいずみちょうみんとしょかん）とは、静岡県駿東郡長泉町にある図書館である。
幅広い分野の図書と、地域の資料の保存・貸出を行っている。「長泉郷土誌」、「上杉家古文書」などの地域資料がある。

## 概要
JR東海 御殿場線 下土狩駅（しもとがりえき）前に1991年（平成3年）10月1日オープンしたコミュニティながいずみ1階に移転オープンした。
毎年「読書フェア」を開催し、読み聞かせなどの催しを行っている。2023年（令和5年）11月23日のフェアでは例年より規模を拡大し、ワークショップや出店も用意した。

## 沿革
- 1978年（昭和53年） - 図書館開設[1]
- 1991年（平成3年） - コミュニティながいずみ1階に移転オープン[3]
- 2014年（平成26年） - タブレット端末と静岡新聞データベースplus日経テレコンを導入[3]
- 2023年（令和5年）8月10日 - 図書館単独のウェブサイトを開設[5]

## 施設利用・サービス
- 利用は無料で図書、雑誌、新聞は自由に閲覧できる。（コピーサービスなど一部有料となるサービスがある。）
- 館内で視聴覚資料やインターネットを利用する場合は、「図書貸出証」が必要。
- 図書貸出証を作れるのは、長泉町に住んでいる人、または、通勤・通学している人、広域利用の人（御殿場市、裾野市、沼津市、三島市、小山町、清水町、函南町）。

### 貸出点数と貸出期限
- 図書（雑誌・紙芝居などを含む）は 1人 10冊まで 2週間以内
- 視聴覚資料（CD・DVDなど） 1人 2点まで 2週間以内
- 返却は、カウンターへ返却（図書館が閉まっているときは、視聴覚資料を除き、ブックポストを利用）
- CD、DVDなどの視聴覚資料は壊れやすいので、ブックポストには入れないで、図書館が開いているときにカウンターに返却
- 貸出の延長は、予約の入っていない図書は返却予定日の1週間前から貸出の延長ができる（延長期間：返却予定日から2週間）

### 開館時間
- 火曜日から日曜日：9時～18時

### 休館日
- 月曜日（祝日の場合は開館）
- 第1木曜日（1月・5月・8月を除く、祝日の場合はその翌日）
- 年末年始（12月28日～翌1月4日）
- 特別整理期間（年1回7日以内）

## 周辺
- コミュニティながいずみ
- 長泉町文化センター ベルフォーレ
- 下土狩郵便局
- JR東海御殿場線下土狩駅